# Erzbistum Onitsha
Das Erzbistum Onitsha (lat.: Archidioecesis Onitshana, engl.: Archdiocese of Onitsha) ist eine in Nigeria gelegene römisch-katholische Erzdiözese mit Sitz in Onitsha.

## Geschichte
Das Erzbistum Onitsha wurde am 25. Juli 1889 durch Papst Leo XIII. aus Gebietsabtretungen des Apostolischen Vikariates Küste von Benin als Apostolische Präfektur Unter-Niger errichtet. Am 16. April 1920 wurde die Apostolische Präfektur Unter-Niger durch Papst Pius XI. zum Apostolischen Vikariat erhoben und in Apostolisches Vikariat Süd-Nigeria umbenannt. Das Apostolische Vikariat Süd-Nigeria wurde am 9. Juli 1934 durch Pius XI. mit der Apostolischen Konstitution Ad enascentis in Apostolisches Vikariat Onitsha-Owerri umbenannt. Am 12. Februar 1948 wurde das Apostolische Vikariat Onitsha-Owerri in die Apostolischen Vikariate Onitsha und Owerri geteilt.
Das Apostolische Vikariat Onitsha wurde am 18. April 1950 durch Papst Pius XII. mit der Apostolischen Konstitution Laeto accepimus zum Erzbistum erhoben. Am 12. November 1962 gab das Erzbistum Onitsha Teile seines Territoriums zur Gründung des Bistums Enugu ab. Weitere Gebietsabtretungen erfolgten am 10. November 1977 zur Gründung des Bistums Awka und am 9. November 2001 zur Gründung des Bistums Nnewi. Am 12. Februar 2023 wurden weitere Gebietsanteile zur Gründung des Bistums Aguleri abgegeben.

## Ordinarien

### Apostolische Präfekten von Unter-Niger
- Joseph Lutz CSSp, 1889–1895
- Léon-Alexander Lejeune CSSp, 1900–1905
- Joseph Shanahan CSSp, 1905–1920

### Apostolische Vikare von Süd-Nigeria
- Joseph Shanahan CSSp, 1920–1931
- Charles Heerey CSSp, 1931–1934

### Apostolische Vikare von Onitsha-Owerri
- Charles Heerey CSSp, 1934–1948

### Apostolische Vikare von Onitsha
- Charles Heerey CSSp, 1948–1950

### Erzbischöfe von Onitsha
- Charles Heerey CSSp, 1950–1967
- Francis Arinze, 1967–1985
- Stephen Nweke Ezeanya, 1985–1995
- Albert Kanene Obiefuna, 1995–2003
- Valerian Okeke, seit 2003